# جاروب (خبر بافت)
جاروب (بالفارسية: جاروب) هي قرية تقع في إيران في Khabar Rural District. يقدر عدد سكانها بـ 158 نسمة بحسب إحصاء 2016.